# Chlorophytum caudatibracteatum
Chlorophytum caudatibracteatum är en sparrisväxtart som beskrevs av Adolf Engler och Kurt Krause. Chlorophytum caudatibracteatum ingår i släktet ampelliljor, och familjen sparrisväxter. Inga underarter finns listade i Catalogue of Life.